# Moore Mountains
Moore Mountains är ett berg i Antarktis. Det ligger i Östantarktis. Nya Zeeland gör anspråk på området. Toppen på Moore Mountains är 2 329 meter över havet.
Terrängen runt Moore Mountains är huvudsakligen kuperad, men den allra närmaste omgivningen är bergig. Terrängen runt Moore Mountains sluttar västerut. Trakten är obefolkad. Det finns inga samhällen i närheten. 